# Carles Güell de Sentmenat
Carles Güell de Sentmenat   (Barcelona, 1930 - Barcelona, 22 de desembre de 2012) fou un polític centrista i empresari català. Com a parlamentari fou membre de la Comissió dels Vint que redactà l'avantprojecte d'Estatut d'Autonomia de Catalunya de 1979.

## Inicis
Nascut a Barcelona el 1930, era besnet d'Eusebi Güell i Bacigalupi, mecenes d'Antoni Gaudí i president del Centre Català el 1880. Els seus pares van ser Eusebi Güell i Jover, tercer vescomte de Güell i tercer marquès de Gelida, i Maria Lluïsa de Sentmenat Güell, filla del novè marquès de Castelldosrius i cosina germana seva. Es llicencià en Enginyeria Química per l'Institut Químic de Sarrià i més tard obtingué el PADE per l'IESE. Es casà amb María Mercedes López Satrústegui.

## Trajectòria empresarial i institucional
Treballà als negocis familiars com a conseller-delegat de la Companyia Asland fins al 1977. El 1958 fou un dels fundadors del Cercle d'Economia, que va presidir de 1965 a 1969. També va presidir el Círculo Ecuestre i promogué el Comitè Espanyol de la Lliga Europea de Cooperació Econòmica, del qual fou president durant vuit anys.

## Trajectòria política
El 1976 fou un dels fundadors i president del partit Centre Català, que es va presentar a les eleccions generals espanyoles de 1977 dins la coalició Unió del Centre i la Democràcia Cristiana de Catalunya, per la qual fou elegit diputat per la província de Barcelona.
El 1978, com a parlamentari representant el seu partit, fou un dels pares de l'Estatut de Sau. És a dir, membre de la Comissió dels Vint que redactà al parador de Sau, les Masies de Roda l'avantprojecte d'Estatut d'Autonomia de Catalunya de 1979.
Quan el partit Centre Català es va desfer el 1978, impulsà la creació de la Unió del Centre de Catalunya, de la qual fou president, i amb la qual fou elegit regidor de l'Ajuntament de Barcelona a les eleccions municipals espanyoles de 1979. Amb el seu grup formà part de la coalició Centristes de Catalunya-UCD fins que es va dissoldre el 1982.
Fou president de la Junta d'Obres i del Port Autònom de Barcelona del 1979 al 1985. L'any 1994 la Generalitat de Catalunya li va atorgar la Creu de Sant Jordi i el 2007 va rebre la Medalla d'Honor de Barcelona. Morí el 22 de desembre de 2012 a Barcelona, als vuitanta-dos anys.